# Союз МС-01
«Союз МС-01» («Союз МС») — стартовавший 7 июля 2016 года российский космический корабль, который 9 июля доставил на международную космическую станцию троих участников экспедиции МКС-48/ 49. Это 128-й пилотируемый полёт кораблей серии «Союз».
Корабль серии «Союз МС» является новой модернизированной версией космического корабля «Союз ТМА-М». Транспортные пилотируемые корабли серии «Союз МС» оснащены усовершенствованной системой управления движением и навигацией; улучшена система электропитания: увеличена площадь и мощность фотоэлементов — солнечные батареи будут вырабатывать больше энергии; используются новые: телевизионная система, система бортовых измерений, система связи и пеленгации.

## Экипаж
| Космонавт         | Должность                                                   | # полёта        | Корпорация      |                 |                 |                 |
| Основной экипаж   | Основной экипаж                                             | Основной экипаж | Основной экипаж | Основной экипаж | Основной экипаж | Основной экипаж |
| ----------------- | ----------------------------------------------------------- | --------------- | --------------- | --------------- | --------------- | --------------- |
| Анатолий Иванишин | Командир ТПК «Союз МС», бортинженер МКС-48, командир МКС-49 | 2               | Роскосмос       |                 |                 |                 |
| Такуя Ониси       | Бортинженер-1 ТПК «Союз МС», бортинженер МКС-48/49          | 1               | JAXA            |                 |                 |                 |
| Кэтлин Рубинс     | Бортинженер-2 ТПК «Союз МС», бортинженер МКС-48/49          | 1               | НАСА            |                 |                 |                 |
| Дублёры           |                                                             |                 |                 |                 |                 |                 |
| Олег Новицкий     | Командир экипажа                                            | 2               | Роскосмос       |                 |                 |                 |
| Тома Песке        | Бортинженер-1                                               | 1               | ЕКА             |                 |                 |                 |
| Пегги Уитсон      | Бортинженер-2                                               | 3               | НАСА            |                 |                 |                 |

## Подготовка
Первоначально планировалось, что корабль будет запущен 21 июня 2016 года, однако с целью дополнительного тестирования оборудования старт отложили, сначала на 24 июня, а затем на 7 июля. В связи с этим был также перенесен запуск транспортного корабля «Прогресс МС-03» (с 7 на 17 июля).

## Полёт
7 июля 2016 года в 4:36 мск корабль стартовал с космодрома Байконур. Полёт к станции происходил по 34-витковой (двухсуточной) схеме, стыковка произошла в 7:06 мск (на 6 минут раньше плана) 9 июля. Стыковка совершена в автоматическом режиме, вмешательства космонавтов не потребовалось. После проверки герметичности стыка люки были открыты, и космонавты перешли на борт станции.
30 октября 2016 года в 03:35 мск корабль «Союз МС» отстыковался от Международной космической станции. В 6:59 мск осуществлена посадка экипажа корабля в 149 км юго-восточнее города Жезказган в Казахстане. Продолжительность пребывания в космическом полёте экипажа экспедиции МКС-48/49 составила 115 суток 2 часа 22 минуты.

## Эмблема
«На эмблеме корабль показан сближающимся с МКС и доставляющим в орбитальный дом новый экипаж. Номер корабля выделен жирным шрифтом, что подчеркивает новое начало, которое однажды приведет к пилотируемой экспедиции на Марс — планету, красный кружок которой на рисунке скрывается за нулем» — рассказал Анатолий Иванишин. По краю эмблемы расположены фамилии космонавтов, представляющих три страны, написанные на их языках.